# Уваров, Фёдор Алексеевич
Граф Фёдор Алексе́евич Ува́ров (4 (16) мая 1866, Санкт-Петербург — 14 апреля 1954, Ницца) — председатель Можайской уездной земской управы, член Государственного совета по выборам.

## Биография
Из старинного дворянского рода. Сын известных археологов графа Алексея Сергеевича Уварова и княжны Прасковьи Сергеевны Щербатовой. Крупный землевладелец: 22000 десятин в Московской, Пензенской губерниях и в Терской области, в совладении с братьями — 60000 десятин в Московской, Владимирской, Пензенской, Саратовской и Смоленской губерниях. В Москве владел особняком по Леонтьевскому переулку, 18.
Окончил Поливановскую гимназию (1885) и историко-филологический факультет Московского университета (1889). Ещё будучи студентом записался в казачье сословие Терского казачьего войска, а по окончании университета поступил вольноопределяющимся в Сунженско-Владикавказский полк. В 1890 году выдержал офицерский экзамен при Ставропольском казачьем юнкерском училище и был произведен в хорунжие.
В 1891 году вышел в запас и поселился в родовом имении Московской губернии «Поречье», где посвятил себя сельскому хозяйству и общественной службе по земству. Вел многоотраслевое хозяйство, включавшее товарное садоводство, семенное хозяйство, лесоводство, полевое хозяйство и животноводство. Владел винокуренным, лесопильным и дегтярным заводами. Среди прочего, первым в России организовал обширные семенные плантации по образцу Голландии и Германии, добившись получения в крупных размерах огородных и цветочных семян, которые до этого исключительно ввозились в Россию из-за границы. Также организовал продажу семян со своих плантаций за границу. За достижения в области сельского хозяйства был удостоен более 300 золотых и серебряных медалей, почетных призов и других наград.
С 1891 года состоял почетным мировым судьей по Можайскому уезду. Избирался гласным Можайского и Бронницкого уездных и Московского губернского земских собраний. В 1902 году был избран председателем Можайской уездной земской управы, в каковой должности состоял до 1912 года. Был председателем и членом многих комиссий губернского земства, принимал деятельное участие в комиссии по обсуждению земских реформ. В 1904 году участвовал в Особом совещании о нуждах сельскохозяйственной промышленности. Кроме того, состоял почетным попечителем Можайского реального училища, членом Романовского комитета для воспособления делу призрения сирот сельского населения, а также членом Главного комитета Всероссийского земского союза. В 1912 году был пожалован в должность шталмейстера, а 8 января 1914 года — произведен в действительные статские советники.
23 сентября 1909 года избран членом Государственного совета от Московского губернского земства на место Н. Д. Шипова (в 1912 и 1915 годах переизбран). Входил в правый кружок группы центра, а с 1911 года — в группу правого центра. Состоял членом многих особых и согласительных по законопроектам комиссий. Считал, что учебные заведения Ведомства учреждений императрицы Марии и Александровский лицей должны быть доступны для всех сословий, поскольку содержатся на государственные средства. Выступал против сохранения волостного суда:

При совершенной необходимости для урегулирования потрясенной русской жизни твердого проведения провозглашенных начал равенства в правах всех сословий и бессословности естественным выводом явится недопустимость нового закрепления в жизнь хотя бы и реорганизованного на новых началах, но в действительности старого сословного крестьянского суда.

В 1913 году был назначен также членом Совета по делам местного хозяйства при Министерстве внутренних дел.
С началом Первой мировой войны, 12 августа 1914 года поступил в свой полк с назначением младшим офицером сотни. Затем сам командовал сотней. За боевые отличия был награждён тремя орденами. В июне 1916 года был отчислен из армии в связи с операцией по поводу грыжи.
После Октябрьской революции переехал с семьей из имения Поречье в Москву. Входил в Главный совет Всероссийского союза земельных собственников. Затем выехал в Ессентуки, в 1919 году — в Майкоп. В Вооруженных силах Юга России состоял по ведомству министерства внутренних дел. В 1919 году занимал должность помощника по гражданской части правителя Ингушетии. Эвакуирован в декабре 1919 — марте 1920 года из Новороссийска на корабле «Св. Николай».
В эмиграции в Югославии, затем во Франции. Скончался в 1954 году в Ницце.

## Семья

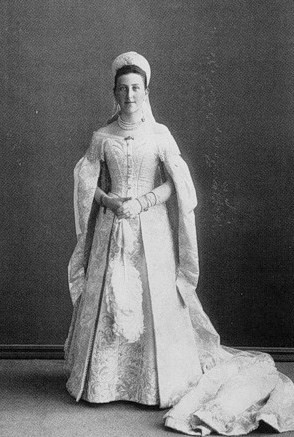
Графиня Уварова, жена

Был женат на графине Екатерине Васильевне Гудович (1868—1948), сестре кутаисского губернатора А. В. Гудовича. Их дочери:
- Варвара (1892—1966), фрейлина, общественный деятель. Похоронена на кладбище Кокад. С 1917 года замужем за капитаном лейб-гвардии Преображенского полка С. А. Мещериновым (1890—1978).
- Екатерина (1893—1975), с 1913 года замужем за князем С. А. Оболенским (1888—1964).

## Награды
- Орден Святого Станислава 3-й ст. (1904)
- Орден Святой Анны 3-й ст. (1906)
- Орден Святого Станислава 2-й ст. с мечами (11.02.1915)
- Орден Святой Анны 2-й ст. с мечами (28.05.1915)
- Орден Святого Владимира 4-й ст. с мечами и бантом (23.06.1915)